# Ukraina (rower)

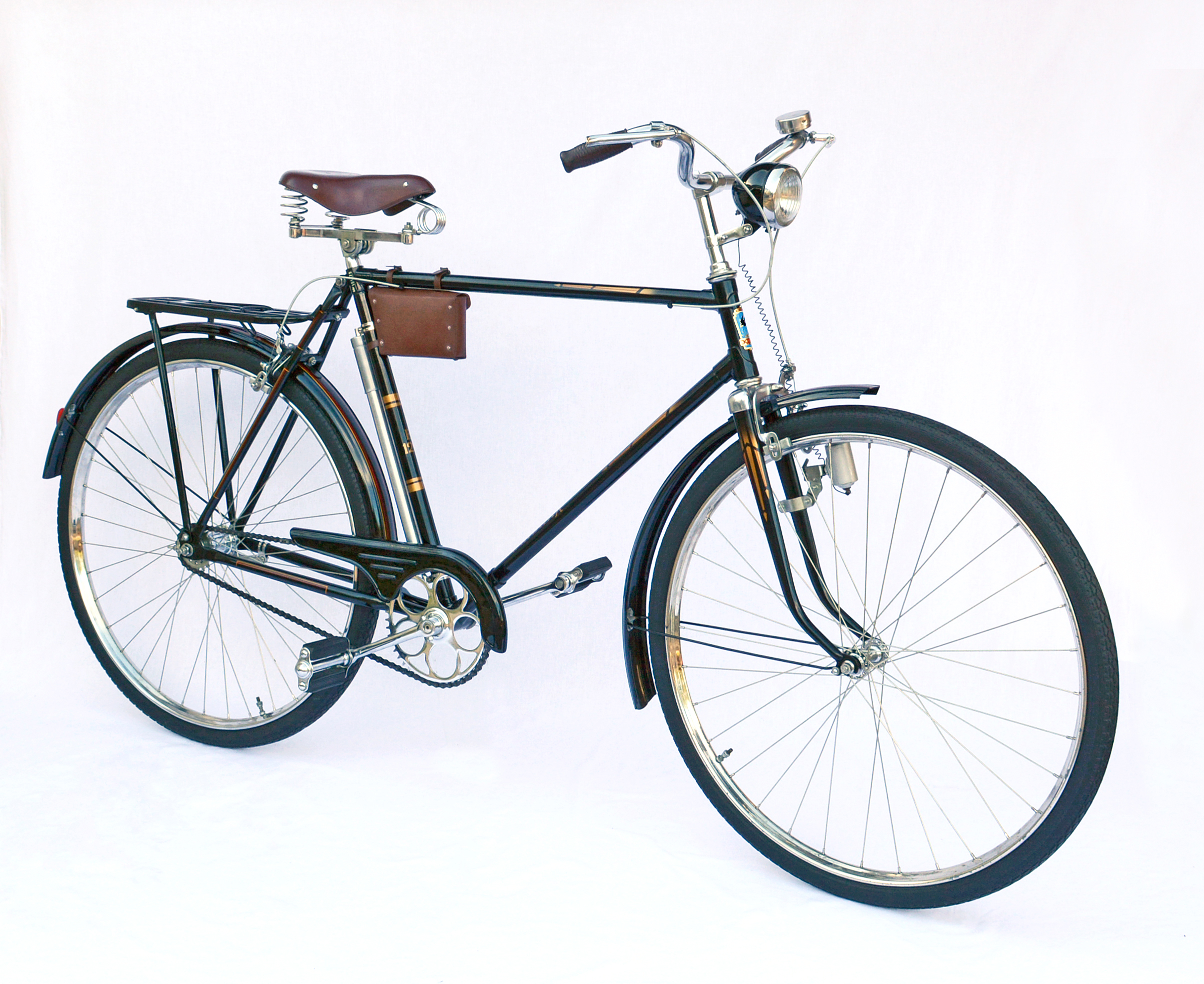
Rower „Ukraina” model W-120 (1960)

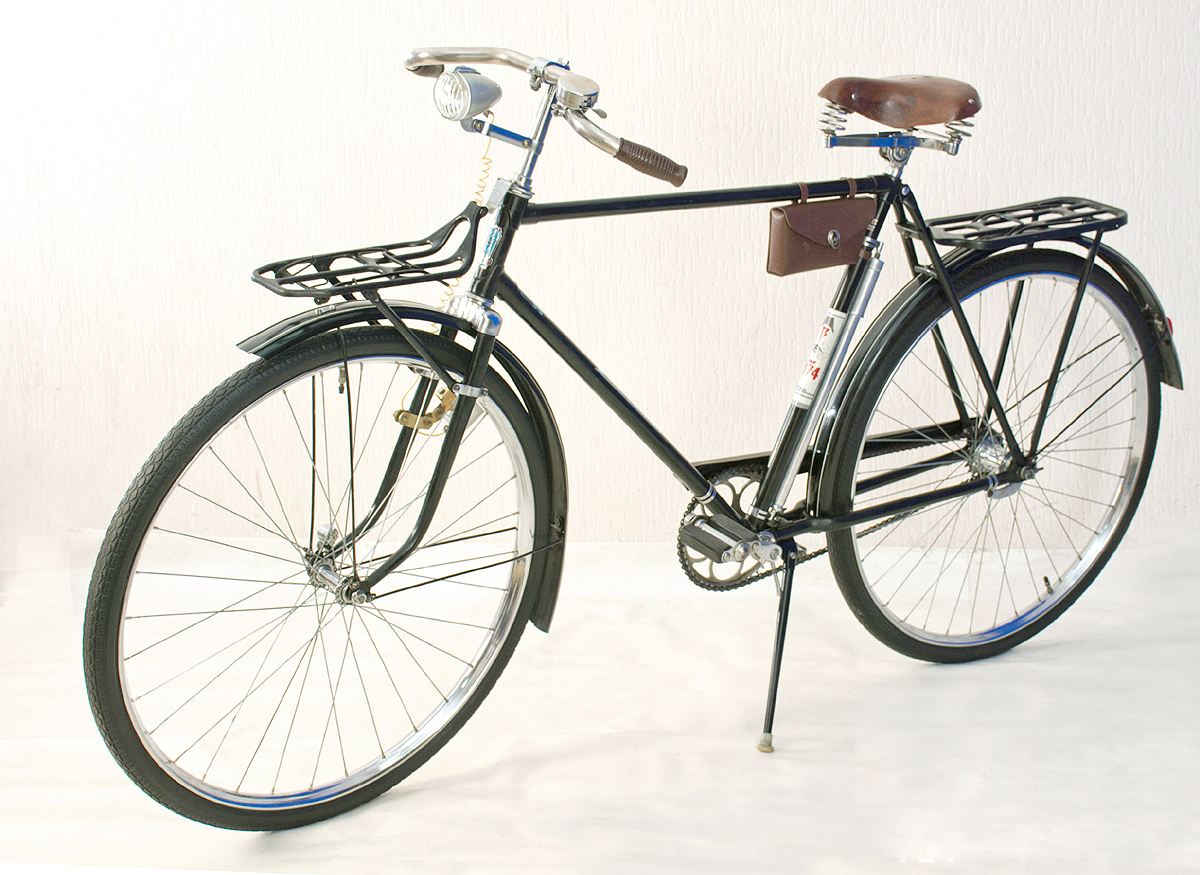
Rower „Ukraina” model W-134 (1969)

Ukraina (ukr. Україна) – marka rowerów produkowanych od lat 60. aż do początku 90. XX wieku przez Zakłady Rowerowe w Charkowie (ukr. Харківський велосипедний завод) w Ukraińskiej Socjalistycznej Republice Radzieckiej.

## Konstrukcja
Rowery miały ramę męską, stalową, lutowaną mosiądzem, koła – 28 cali, szerokość opon wahała się od 1,75 do 1,5 cala w późniejszych modelach, piasta tylna z hamulcem (torpedo). Starsze modele miały kalamitki do smarowania i otwory w tylnej zębatce do przeplatania szprych bez jej zdejmowania. Obręcze były chromowane, niskiej jakości, szybko ulegały korozji. Większość części sygnowano symbolem ХВЗ (ChWZ), co pozwalało na odróżnienie oryginalnych części. Nakładki na pedały były z twardej gumy, rozbieralne, początkowo – stalowe bez odblasków, później – aluminiowe z pomarańczowymi szkłami. Kierownice były typu jaskółka z chwytami z twardej gumy, koloru kremowego lub brązowego, błyszczące i trudne do zdejmowania. Błotniki – stalowe, w starszych modelach były mocowane na dwa druty z przodu, przykręcane do oddzielnych śrub na hakach widelca. Początkowo błotniki malowano w kolorze roweru z białymi paskami. Później zaczęto produkować kremowe.
Ukrainy były z reguły czarne, czasem pojawiały się brązowe, były także niebieskie czy zielone, rzadziej czerwone. Napęd zapewniał przełożenie 48:18 lub 48:19. W użytkowaniu cechowały się trwałością i niezawodnością, problem stanowił niezbyt staranny montaż w fabryce, co wymagało rozebrania nowego roweru i ponownego skręcenia wszystkich łożysk i śrub. Oryginalne części stosowane w tylnych piastach nie były wymienne z częściami wytwarzanymi w Polsce przez Romet, natomiast ogumienie i gwinty połączeń śrubowych były znormalizowane.
Ukrainę można pomylić z rowerem Ural, marki różniły się kształtem kierownicy. Urale miały wyższą, bardziej wygiętą, z czarnymi chwytami z dwoma garbkami na palce.

## Rower w kulturze
Ukrainę wykorzystano w proteście politycznym w Krakowie – Nowej Hucie w pierwszej połowie lat 80. XX wieku. Obok pomnika Lenina postawiono rower wraz z czapką, starymi butami i kartką, na której napisano: Masz tu rower, czapkę, buty i spierdalaj z Nowej Huty.
W czasach Polski Ludowej ukuto popularne wówczas przysłowie: Nie pij wódki, nie pij wina, kup se rower Ukraina.